# Мел Бланк

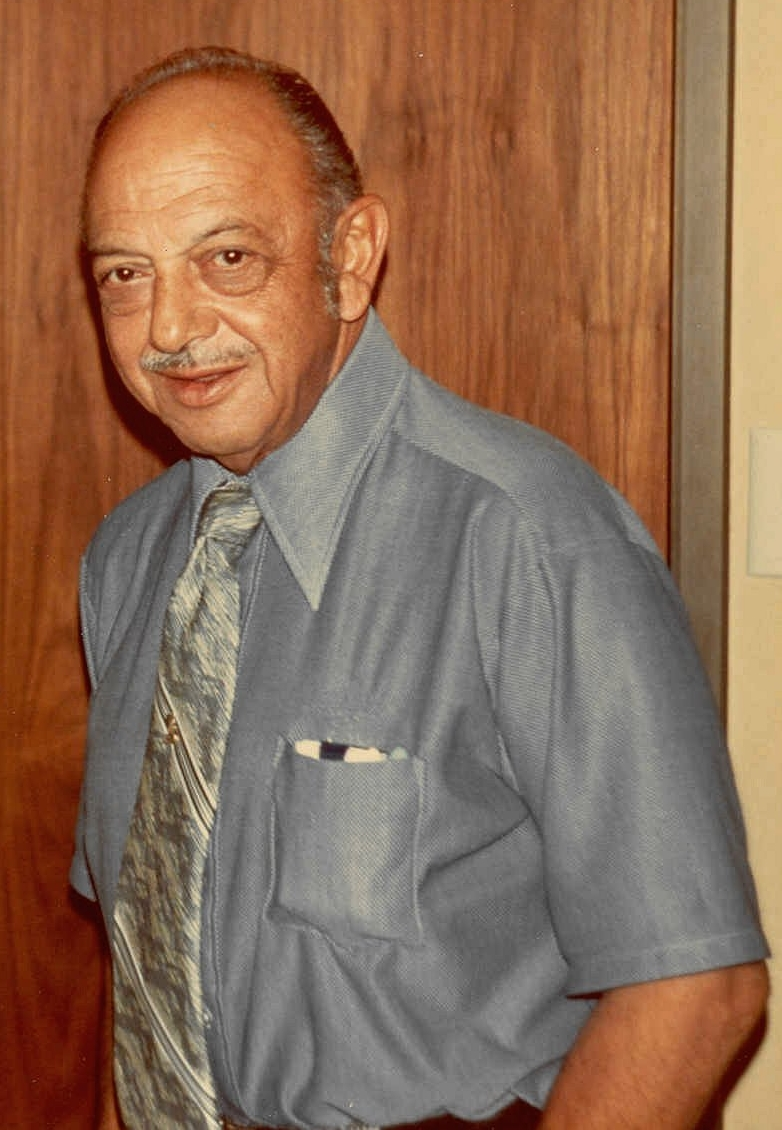
Мел Бланк, 1976 рік

Мелвін (Мел) Джером Бланк (англ. Melvin Jerome Blanc, 30 травня 1908, Сан-Франциско, США — 10 липня 1989, Лос-Анджелес, США) — американський актор озвучування і комедіант. Свою майже шістдесятирічну кар'єру професійного коміка почав як диктор рекламних оголошень на радіо, але більш відомий озвученням мультфільмів студії Warner Bros. за часів так званої «золотої епохи американської мультиплікації» і телевізійних мультсеріалів Hanna-Barbera в більш пізній період.
Голосом Мела Бланка говорять такі персонажі як Багз Банні, Порося Поркі, Кіт Сільвестр, Пташеня Твіті, Віллі Койот, Мишеня Спіді Гонзалез та ін. За свій надзвичайно різноманітний талант актора-голосовика Бланк отримав прізвисько «Людина тисячі голосів».

## Юність, кар'єра на радіо
Уроджений Мелвін Джером Бланк у віці 16 років змінив написання прізвища з «Blank» на «Blanc» за чутками, після заяви шкільного вчителя, який сказав що він нічого не вартий і залишиться на все життя втіленням свого прізвища (англ. blank — порожній).
Кар'єру актора Бланк почав в 1927 році, влаштувавшись на роботу на станцію KGW. У 1933-му він перейшов працювати на «Kex», а в 1935-му влаштувався на станцію «KFWB», що належала компанії Warner Bros. У 1936-му Бланк перебрався на радіо «CBS». З кінця 1930-х років він регулярно брав участь у шоу популярного радіоведучого і коміка Джека Бенні на NBC, зображуючи дуже різних персонажів. Успіх, досягнутий Бланком за час роботи в шоу Джека Бенні, дав йому змогу в середині 1940-х запустити власне шоу на CBS, яке протрималося в ефірі майже рік.

## Озвучення анімації періоду Золотої епохи
У 1936 році Мел Бланк приєднався до колективу мультвідділу Warner Bros. Сам Бланк любив розповідати, як спочатку Норман Спенсер, музичний директор Шлезінгера, який також курував озвучування персонажів, відмовив Бланку в роботі, заявивши, що у них вже є всі голоси, які їм потрібні. Після смерті Спенсера його обов'язки поділили між собою Трег Броун і Карл Сталлінг. Броун, що тепер відповідав за озвучування, представив Бланка режисерам-мультиплікаторам Тексу Ейвері, Бобу Клемпетту, Фрізу Фрілінгу і Френку Ташліну.
Першим мультфільмом, над яким Бланку довелося працювати, був фільм Текса Ейвері 1937 року «Пікадор Поркі» (Бланк озвучував п'яного бика). Пізніше йому дістався голос самого Поркі Піга у фільмі «Porky's Duck Hunt» (у цьому фільмі вперше на екрані з'явився Даффі Дак, озвучений також їм). Незабаром Бланк вже озвучував широке коло персонажів, включаючи Багза Банні, Даффі Дака, кота Сільвестра, Фогхорна Легхорна, пташку Твіті, скунса Пепе Ле П'ю і безліч інших.
У 1939 взяв участь в озвученні «першого мультфільму від великої студії на важливу тему» — постапокаліптичного мультфільму «Мир на Землі».
Протягом всієї кар'єри Бланк усвідомлював особливість свого таланту і намагався захистити своє авторство умовами контракту. Він без вагань починав судові тяжби у випадках, коли знаходив свої права порушеними. Актори озвучування, як правило, не зазначалися в титрах (як його колеги Бі Бенадерет і Джун Форей), але Бланк в цьому плані став винятком. У 1943 році він зумів добитися від Леона Шлезінгера контракту, по якому в титрах фільмів із його озвученням вказували короткий, але місткий рядок «Voice characterization by Mel Blanc» (у цьому випадку можна перекласти як «озвучування розроблено та виконано Мелом Бланком»).
Бланк говорив, що найбільшою складністю особисто для нього є озвучування Йозімайта Сема (Yosemite Sam — ковбой-коротун, який постійно кричить на навколишніх) через необхідність сильно напружувати горло.

## Автомобільна аварія і наслідки
24 січня 1961 року Бланк потрапив у серйозну автомобільну катастрофу. Він отримав перелом обох ніг і кісток тазу, але найсерйознішою виявилася черепно-мозкова травма, наслідком якої стала тритижнева кома. Одна недобросовісна газета навіть опублікувала повідомлення про його смерть.
У своїй автобіографії Бланк розповідає, що за час відновлювальних процедур йому прийшло 15 000 поштових листівок із побажаннями швидкого одужання (у тому числі адресованих досить просто: Багзу Банні, Голлівуд, США).
Після одужання Бланк сказав у телеінтерв'ю, що розумний доктор допоміг йому видертися з коми, розмовляючи з ним як із Багзом Банні — після того, як не зміг «достукатися» до його власної свідомості. Сам Бланк не пам'ятав цих подій, але його дружина і син поклялися, що коли доктор здогадався запитати його: «Як ти сьогодні, Багз Банні?», Бланк відповів йому голосом Багза. Бланк навіть подякував Багза за те, що той врятував йому життя.
17 березня Бланк був виписаний і повернувся додому, де його вітали півтори сотні осіб, включаючи друзів і сусідів. 22 березня він подав до суду на муніципалітет Лос Анджелеса. Аварія, в яку він потрапив, була 26-ю на цій ділянці дороги за два останніх роки і міська влада була вимушена в терміновому порядку шукати кошти для того, щоб перебудувати дорожнє полотно на небезпечному повороті.
У той час Бланк озвучував персонажа Барні Раббла в мультсеріалі «Флінстоуни» на каналі «ABC», на період його реабілітації озвучування тимчасово виконував актор Доуз Батлер. Після виходу декількох епізодів продюсери розпорядилися встановити записуючу апаратуру в резиденції Бланка, щоб той міг працювати не залишаючи дому.

## Після Золотої епохи: Hanna-Barbera та інші
На початку 60-х, після закінчення контракту з Warner Bros, Бланк прийшов на студію Hanna-Barbera, продовживши свою кар'єру актора-голосовика. Найбільш відомі з озвучених ним персонажів того періоду — Барні Раббл («Флінстоуни») і містер Спейселі («Джетсони»). На той момент провідними акторами озвучування Hanna-Barbera були Доуз Батлер і Дон Мессік, які до цього працювали на MGM. Бланк тільки починав роботу на телебаченні, але, беручи до уваги його обширний досвід на Warner Bros, новачком його не вважали.
У період з 1962-го по 1967 й Бланк працював з Чаком Джонсом над звуковим оформленням нових серій Том і Джеррі (до того часу Джонс пішов з Уорнер Бразерс І заснував власну студію «Sib Tower 12 Productions»).
В кінці 60-х Ворнер Бразерс запустила у виробництво перші телевізійні короткометражки за участю класичних персонажів і запросила Бланка для озвучення деяких з них. Він озвучив Даффі Дака, Спіді Гонзалеза, пташку Твіті і кота Сільвестра, але Hanna-Barbera не дало йому дозволу озвучити Багза Банні.

## Мел Бланк ненавидів моркву?
Один з найпопулярніших персонажів, озвучених Бланком — кролик Багз Банні, який постійно жує моркву. Практичні експерименти показали, що жоден інший овоч чи фрукт не здатний видавати такий звучний хрускіт, і під час запису голосу Багза Бланк відкушував морквину, жував її і спльовував в плювальницю. Це дало ґрунт для чуток про те, що нібито у Бланка була алергія на моркву, а деякі джерела бралися стверджувати (і стверджують досі), що Бланк не виносив її смаку. В інтерв'ю, даному їм в 1984 році, Бланк спростував ці чутки і заявив, що не має алергії на моркву. У пізніших публікаціях з посиланням на заяви Бланка повідомляли, що він випльовував моркву не через острах алергічної реакції (якого у нього не могло бути, оскільки він не мав алергії) і не тому, що не любив моркву, а виключно в цілях економії часу: виплюнути моркву було швидше, ніж пережовувати й ковтати.

## Пізня кар'єра і смерть
Всупереч поширеній серед шанувальників думці, Бланк зовсім не був одним із сотень претендентів, яких Джордж Лукас прослухав на роль андроїда C-3PO. Ця чутка, ймовірно, викликана роботою Бланка над озвученням робота Твікі для серіалу «Бак Роджерс в XXV столітті» (2 перші сезони).
На початку 1980-х Бланк працював над озвученням кота Хіткліффа (Heathcliff) з однойменного мультсеріалу виробництва Ruby-Spears Productions (1980 р.). Також Бланк продовжував озвучувати своїх улюблених персонажів у телевізійній рекламі, створюючи «волаючих» персонажів на кшталт Йозімайта Сема або тасманійського диявола.
Останньою роботою Мела Бланка для кіно є художній фільм «Хто підставив кролика Роджера» для якого він озвучив коротку сцену за участю Даффі Дака.
10 липня 1989 Мел Бланк помер від серцевої недостатності. На його надгробній плиті викарбувано напис: «Ось і все, хлопці! Мел Бланк, чоловік з 1000 голосів» («That's All Folks! Mel Blanc, Man of 1000 Voices»).